# 小汤山镇
小汤山镇是中国北京市昌平区下辖的一个镇，位于县境中部偏东，距北京首都国际机场19公里。2019年被评为中国文化百强镇。

## 历史沿革
1961年设小汤山公社，1983年改设小汤山乡，1990年建镇。

## 行政区划
小汤山镇下辖以下村级单位：
市场街社区、大东流社区、太阳城社区、汤南社区、龙脉社区、金汤社区、小汤山村、尚信村、讲礼村、马坊村、官牛坊村、阿苏卫村、葫芦河村、大柳树村、大汤山村、后牛坊村、大东流村、土沟村、酸枣岭村、前蔺沟村、后蔺沟村、小东流村、常兴庄村、大赴任庄村、小赴任庄村、赴任辛庄村、南官庄村、赖马庄村、西官庄村和东官庄村。

## 基础设施
- 小汤山医院
- 北京未来科学城北区（位于该镇土沟村）[3]

## 交通
小汤山镇内主要的南北向道路为立汤路，主要的东西向道路为顺沙路与北六环，其中镇域东部与顺义区高丽营镇接壤的酸枣岭桥为北六环与京承高速公路的交汇点。镇域东南部的土沟村设有京承高速进京方向土沟停车区。
北京地铁17号线北段起点未来科学城北站位于小汤山镇域东南角的土沟村，唯该站外尚无前往小汤山镇中心的公交线路。

## 博物馆
- 中国航空博物馆：亚洲最大、中外名机最多的航空博物馆。